# Zonocryptus luctor
Zonocryptus luctor är en stekelart som först beskrevs av Carl Peter Thunberg 1822.  Zonocryptus luctor ingår i släktet Zonocryptus och familjen brokparasitsteklar. Inga underarter finns listade i Catalogue of Life.